# زوایای داخلی و خارجی
زاویه‌داخلی یا زاویه‌داخلی چندضلعی (به انگلیسی: Internal angle)نوعی از زاویه است که در مورد اندازه‌گیری زاویه درون چندضلعی‌ منتظم به‌کارگیری می‌رود.
زاویه‌خارجی(به انگلیسی: External angle)نوعی‌دیگر از زاویه است که در مورد اندازه‌گیری زاویه بیرون چندضلعی منتظم به کار می‌رود.

زاویهٔ داخلی(internal) و خارجی(external)

## ویژگی‌ها
- در زاویه‌داخلی هرچقدر تعداد ضلع‌ها بیشتر شود،اندازه زاویه‌داخلی بیشتر می‌شود.
- در زاویه‌خارجی هرچقدر تعداد ضلع‌ها بیشتر شود،اندازه زاویه  خارجی کمتر می‌شود.
- اگر زاویه‌داخلی را با زاویه‌خارجی جمع کنیم،برابر با°۱۸۰درجه می‌شود.
- زاویه‌داخلی و زاویه‌خارجی باهم مکمل هستند.
- مجموع زاویه‌هایی خارجی چندضلعی منتظم٬همیشه برابر با°۳۶۰درجه است
- مجموع زاویه‌های داخلی بستگی به تعداد ضلع چندضلعی منتظم دارد
- مثلث متساوی الاضلاع تنها چندضلعی منتظم است که زاویه‌خارجی او بیشتر زاویه‌داخلی اش می‌باشد
- مجموع زاویه داخلی یک مثلث برابر است با°۱۸۰درجه.
- مربع تنها چندضلعی‌منتظم است که زاویه داخلی او برابر با زاویه‌خارجی او است⁦.

## اندازه‌گیری زاویه داخلی
یک nضلعی منتظم را درنظر بگیرید.
ابتدا تعداد مثلث هایش را طبق چندضلعی‌ های معروف محاسبه می‌کنیم
- مربع:۲مثلث
- پنج ضلعی منتظم:۳مثلث
- شش ضلعی منتظم:۴مثلث
- هفت ضلعی منتظم:۵مثلث
- هشت ضلعی منتظم:۶مثلث
- نه ضلعی منتظم:۷مثلث
- ده ضلعی منتظم:۸مثلث

طبق این الگو،متوجه می‌شویم که تعداد مثلث ها از تعداد ضلع‌های چندضلعی های منتظم دوتا کمتر است.پس تعداد مثلث درون هر چندضلعی منتظم برابر با این رابطه است.
تعداد مثلث:{\displaystyle n-2}
چون مجموعه زاویه‌هایی داخلی یک مثلث°۱۸۰درجه است پس مجموعه زاویه‌هایی داخلی بر اساس مجموع زاویه های تعداد مثلث های دورن او است.
مجموع زاویه داخلی:{\displaystyle 180(n-2)}
اندازه زاویه‌داخلی چندضلعی منتظم برابر با تقسیم تعداد ضلع‌ها است.چون تعداد راس ها با تعداد ضلع‌ها برابر است.
اندازه هرزاویه‌داخلی:{\displaystyle {\frac {180}{n}}(n-2)}

## اندازه زاویه خارجی
مجموع زاویه خارجی هر چندضلعی منتظم برابر با۳۶۰ درجه است.پس برای اندازه گیری زاویه خارجی باید ۳۶۰ درجه به تعداد اضلاع چندضلعی منتظم تقسیم کنیم،تا اندازه زاویه آن مشخص گردد.
مجموع زاویه خارجی:360درجه

اندازه زاویه خارجی:{\displaystyle {\frac {360}{n}}}

## مجموع اندازه زاویه داخلی وجه های چندوجهی منتظم
مجموع زاویه داخلی وجه های چندوجهی،چون وجه های آن به صورت چندضلعی منتظم است،به صورت فرمول زاویه داخلی خود چندضلعی حساب می گردد.این زاویه را می گوییم زاویه فضایی داخلی چندوجهی که یه صورت این رابطه است.
اندازه زاویه داخلی چندوجهی منتظم:{\displaystyle n[(n'-2){\frac {180}{n'}}]}
که در اینجاnبرابر با تعداد وجه ها است،و'nتعداد ضلع وجه های چندوجهی منتظم است.
 

## جدول زاویه های داخلی
| نام چندضلعی                  | مجموع زاویه داخلی     | اندازه زاویه داخلی     | اندازه زاویه خارجی    |
| ---------------------------- | --------------------- | ---------------------- | --------------------- |
| مثلث متساوی الاضلاع          | {\displaystyle 180}   | {\displaystyle 60}     | {\displaystyle 120}   |
| مربع                         | {\displaystyle 360}   | {\displaystyle 90}     | {\displaystyle 90}    |
| پنج ضلعی منتظم               | {\displaystyle 540}   | {\displaystyle 108}    | {\displaystyle 72}    |
| شش ضلعی منتظم                | {\displaystyle 720}   | {\displaystyle 120}    | {\displaystyle 60}    |
| هشت ضلعی منتظم 9=+#+3&2-&180 | {\displaystyle 135}   | {\displaystyle 45}     |                       |
| نه ضلعی منتظم                | {\displaystyle 1260}  | {\displaystyle 140}    | {\displaystyle 40}    |
| ده ضلعی منتظم                | {\displaystyle 1440}  | {\displaystyle 144}    | {\displaystyle 36}    |
| دوازده ضلعی منتظم            | {\displaystyle 1800}  | {\displaystyle 150}    | {\displaystyle 30}    |
| پانزده ضلعی منتظم            | {\displaystyle 2340}  | {\displaystyle 156}    | {\displaystyle 24}    |
| شانزده ضلعی منتظم            | {\displaystyle 2520}  | {\displaystyle 157.5}  | {\displaystyle 22.5}  |
| بیست ضلعی منتظم              | {\displaystyle 3240}  | {\displaystyle 162}    | {\displaystyle 18}    |
| بیست و چهار ضلعی منتظم       | {\displaystyle 3960}  | {\displaystyle 165}    | {\displaystyle 15}    |
| سی ضلعی منتظم                | {\displaystyle 5040}  | {\displaystyle 168}    | {\displaystyle 12}    |
| سی و دو ضلعی منتظم           | {\displaystyle 5400}  | {\displaystyle 168.75} | {\displaystyle 11.25} |
| سی و شش ضلعی منتظم           | {\displaystyle 6120}  | {\displaystyle 170}    | {\displaystyle 10}    |
| چهل ضلعی منتظم               | {\displaystyle 6840}  | {\displaystyle 171}    | {\displaystyle 9}     |
| شصت ضلعی منتظم               | {\displaystyle 10440} | {\displaystyle 174}    | {\displaystyle 6}     |
| نود ضلعی منتظم               | {\displaystyle 15840} | {\displaystyle 176}    | {\displaystyle 4}     |
| صد ضلعی منتظم                | {\displaystyle 17640} | {\displaystyle 176.4}  | {\displaystyle 3.6}   |
| صد و بیست ضلعی منتظم         | {\displaystyle 21240} | {\displaystyle 177}    | {\displaystyle 3}     |